# Thelephora mollisima
Thelephora mollisima är en svampart som tillhör divisionen basidiesvampar, och som beskrevs av Christiaan Hendrik Persoon och Fr.. Thelephora mollisima ingår i släktet vårtöron, och familjen Thelephoraceae. Arten är reproducerande i Sverige.